# Padiglione 22
Padiglione 22 è un film del 2006 diretto da Livio Bordone.

## Trama
Laura (Regina Orioli) vive la sua vita normalmente fino a quando suo fratello Valerio, malato di mente, scappa dalla clinica e va a morire in manicomio nel Padiglione 22. Da quel momento la ragazza dovrà affrontare i fantasmi del passato, ma soprattutto i fantasmi "reali".